# Automeris euryopa
Automeris euryopa är en fjärilsart som beskrevs av Heinrich Benno Möschler 1872. Automeris euryopa ingår i släktet Automeris och familjen påfågelsspinnare. Inga underarter finns listade i Catalogue of Life.